# Holminaria
Holminaria (Eskov, 1991) è un genere di ragni appartenente alla famiglia Linyphiidae.

## Distribuzione
Le tre specie oggi attribuite a questo genere sono tutte presenti in varie località della Russia: esemplari di H. sibirica sono stati reperiti anche in Mongolia e in Cina..

## Tassonomia
A dicembre 2011, si compone di tre specie:
- Holminaria pallida Eskov, 1991 — Russia
- Holminaria prolata (O. P.-Cambridge, 1873) — Russia
- Holminaria sibirica Eskov, 1991[3] — Russia, Mongolia, Cina

### Sinonimi
- Holminaria obscura Eskov, 1991; questi esemplari, a seguito di uno studio degli aracnologi Marusik et al. del 1993, sono stati riconosciuti sinonimi di H. prolata (O. P.-Cambridge, 1873)[1].
- Holminaria triangula (Tao, Li & Zhu, 1995); questi esemplari, trasferiti dal genere Birgerius Saaristo, 1973, a seguito di un lavoro degli aracnologi Marusik, Koponen & Danilov del 2001, sono stati riconosciuti come sinonimi di H. sibirica Eskov, 1991[1].